# Mogrus portentosus
Mogrus portentosus là một loài nhện trong họ Salticidae.
Loài này thuộc chi Mogrus. Mogrus portentosus được Wanda Wesołowska & Antonius van Harten miêu tả năm 1994.